# Koněspřežná tramvaj v Brně

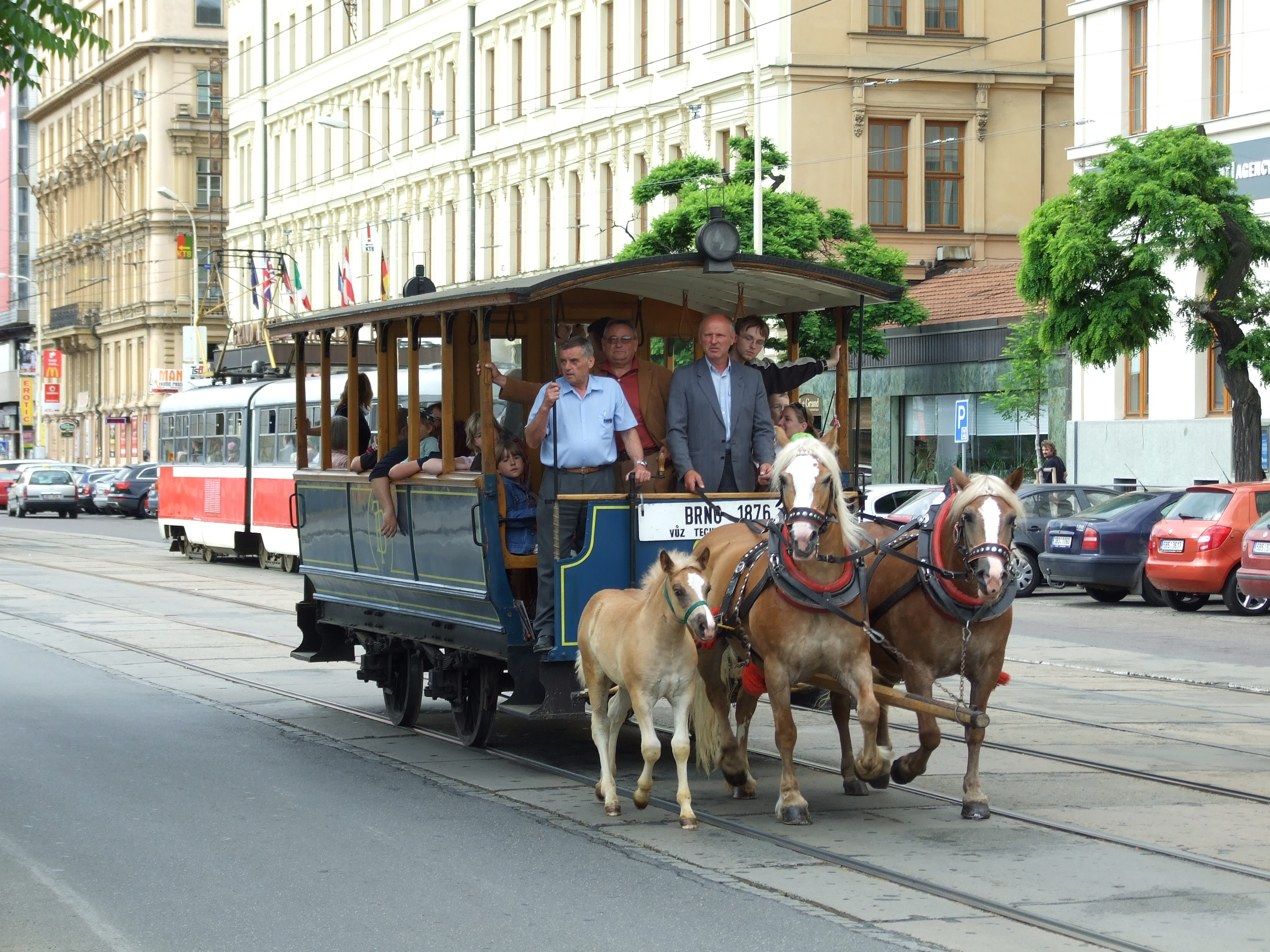
Zachovaný vůz druhé brněnské koňky při mimořádné jízdě

Koněspřežná tramvaj v Brně se v roce 1869 stala prvním tramvajovým systémem v českých zemích, Brno se tak stalo pátým městem v Rakousku-Uhersku, které zavedlo tento druh městské hromadné dopravy. Dopravu zajišťovala společnost Brünner Tramway Gesellschaft für Personen- und Frachten Verkehr a vzhledem k nerentabilitě byl provoz v roce 1874 ukončen. Druhá etapa brněnské koňky je datována do let 1876 až 1880, kdy byla v provozu jediná trať pod správou společnosti Brünner Tramway-Unternehmung. Po další několikaleté přestávce byl v roce 1884 zahájen provoz parní tramvaje, zároveň se také počítalo s částečně animálním provozem, provoz této koňky ale už nebyl zahájen.

## Koněspřežná dráha v letech 1869–1874

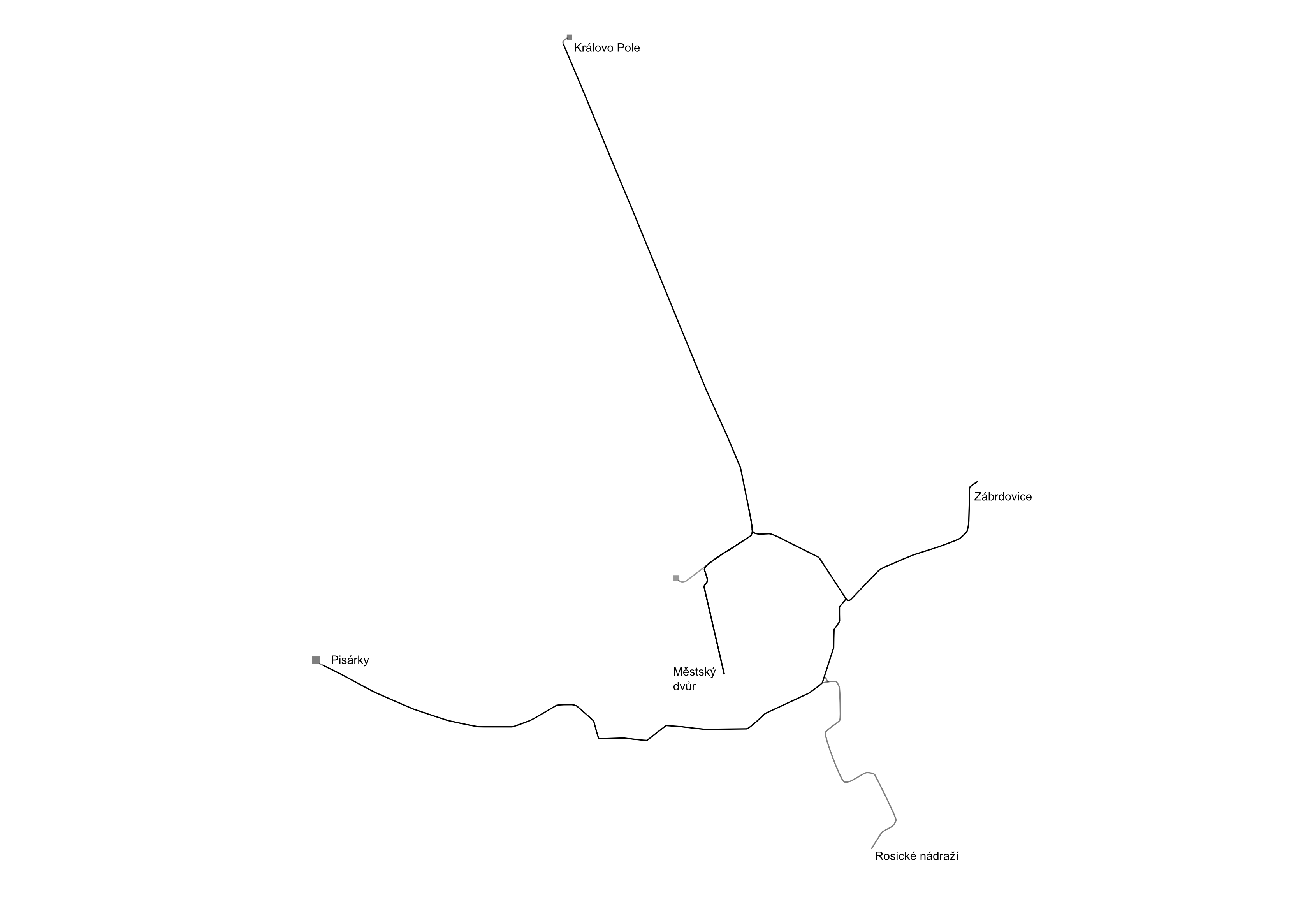
Síť brněnské koněspřežné tramvaje v roce 1871

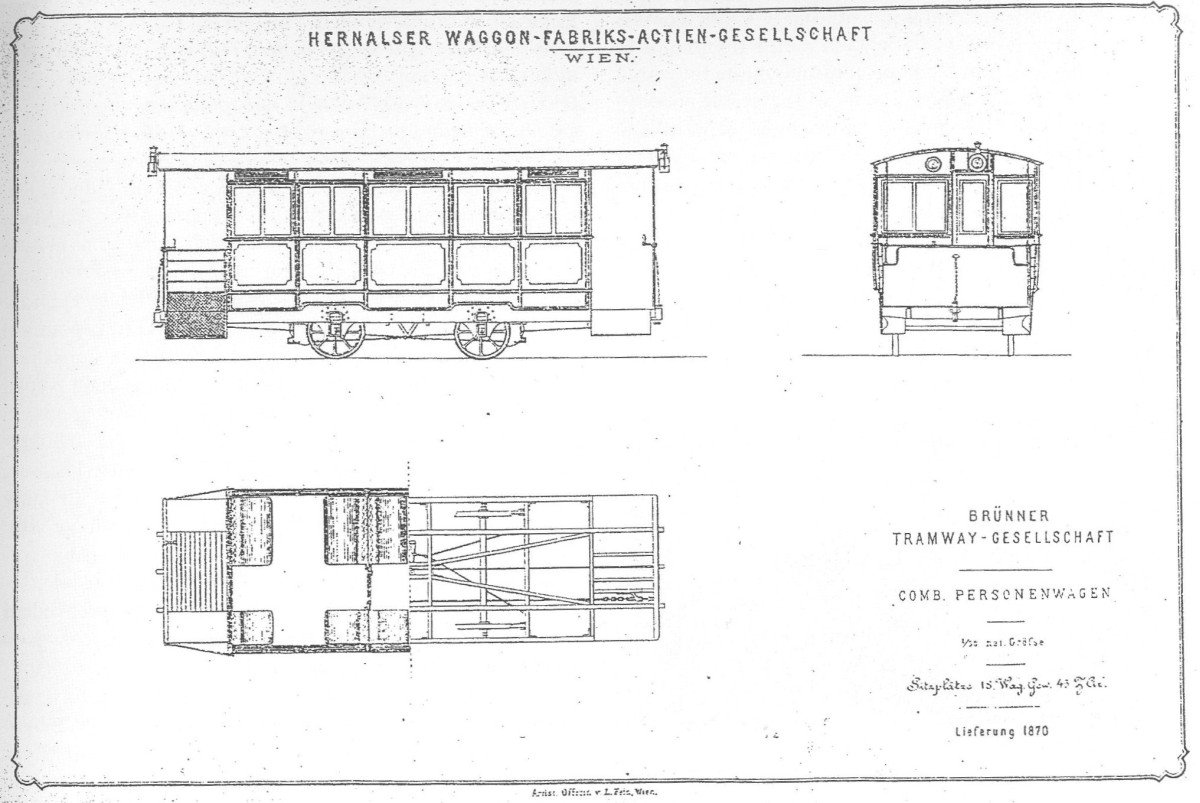
Výkres uzavřeného vozu dodaného do Brna v roce 1870

### Počátky a výstavba tratí
Předchůdcem koněspřežné tramvaje se v Brně staly omnibusy. Od roku 1863 totiž jezdily dvě omnibusové linky: Olomoucká – Lužánky a Velké náměstí (dnes náměstí Svobody) – Zábrdovice, které spojovaly historické centrum města s dělnickými předměstími vystavěnými podél radiálních cest od středu Brna. V roce 1865 začala koňská tramvaj jezdit ve Vídni, tři tramvajové systémy následovaly v dalších letech, rychle rostoucí Brno (v roce 1850 byly k původnímu městu v rozmezí středověkých hradeb připojeny předměstské čtvrti, které zde během několika staletí vyrostly) proto mělo předpoklady k výstavbě v pořadí páté městské kolejové koněspřežné dráhy v habsburském mocnářství. V roce 1868 bylo podáno několik návrhů pro zřízení tratí tramvaje, které projednala městská rada. Dne 23. února 1869 byla městu Brnu udělena ministerstvem obchodu koncese k provozování koněspřežné železnice tzv. amerického systému pro sedm vzájemně navazujících traťových úseků, počítalo se také se třemi vozovnami.
Nedlouho poté, ještě v prvním čtvrtletí roku 1869, byla založena akciová společnost Brünner Tramway Gesellschaft für Personen- und Frachten Verkehr (česky Brněnská tramvajová společnost pro osobní a nákladní dopravu). Jejími akcionáři se stali brněnští, vídeňští i pešťští podnikatelé, zmocněncem pro styk s úřady se stal brněnský advokát dr. Heschl, který o rok dříve podal městu první návrh koňky, společnost měla kapitál jeden milion zlatých. Již na jaře téhož roku začala společnost stavět první trať koněspřežné dráhy od Kiosku (dnes Moravské náměstí) po černohorské státní silnici do tehdy samostatného městyse Královo Pole (tehdy často nazývaného Kartouzy) k hostinci Semilasso, na jehož dvoře se měla nacházet vozovna. Smlouva mezi tramvajovou společností a městem ale byla uzavřena až v srpnu 1869, pouze několik dnů před zahájením provozu. Město totiž požádalo Vídeň o opis tamní smlouvy, provozní předpisy a poznatky z provozu. Dne 12. srpna téhož roku proběhlo předvedení šesti letních vozů městskému úřadu, společnost uvedla, že stejný typ vozidel jezdí ve Vídni. Tramvaje s koňmi byly deponovány ve vozovně vytvořené u hostince Semilasso.
Provoz koněspřežné dráhy v Brně byl zahájen 17. srpna 1869 na převážně jednokolejné normálněrozchodné (1435 mm) trati Kiosk – Kartouzy s výhybnami; v úseku Kiosk – Mýto (křižovatka dnešních ulic Lidická – Štefánikova – Pionýrská – Kotlářská) byla trať dvoukolejná. Tramvaje jezdily od šesti hodin ráno do deseti večer, interval mezi spoji byl 30 minut, do devíti hodin ráno, od 12 do dvou hodin odpoledne a od pěti hodin večer byl interval 15 minut. Jízdné za jednu jízdu činilo 15 krejcarů, za dítě do 10 let se platilo 7,5 krejcaru. Výpravna a dopravní kancelář se nacházela na Kiosku. Kolejnice byly tvořeny dřevěnými podélnými trámci, které byly okuty železnými pásy se žlábky. Tyto kolejnice potom ležely na příčných dřevěných pražcích.
Během roku 1869 pokračovala výstavba dalších tratí podle schváleného návrhu. Dne 18. října byla uvedena do provozu jednokolejná trať z Kiosku přes Radwitovo náměstí (dnes Žerotínovo), kolem nově postaveného Červeného kostela a po Eliščině třídě (Husově) k Městskému dvoru (Šilingrovo náměstí). Zároveň vznikla z této tratě i krátká odbočka po Raduitově ulici (dnes Marešově), kde vznikla druhá vozovna. Dne 28. listopadu 1869 byla zprovozněna dvoukolejná trať Kiosk – Koliště – Celnice (Malinovského náměstí) – Nádraží – Staré Brno (Mendlovo náměstí). Výjimkou byl koncový úsek na Starém Brně, který byl jednokolejný.
Další nové úseky vznikly v roce 1870. Dne 8. června začaly tramvaje jezdit z dnešního Malinovského náměstí po Cejlu do Zábrdovic (po křižovatku s ulicí Francouzskou; jednokolejná trať s výhybnami), 19. července byla zprovozněna dvoukolejná trať Staré Brno – Hlinky – Pisárky (krátký úsek na Starém Brně byl jednokolejný), přičemž na konečné vznikla v pořadí již třetí vozovna. Dne 8. října byla uvedena do provozu nákladní trať od hlavního nádraží k Rosickému nádraží, čímž byla výstavba sítě brněnské koňky dokončena, celková délka činila 14,15 km. Původní návrh počítal i s tratí od nádraží po Křenové ulici, tento projekt ale již nebyl realizován.
V roce 1870 jezdily tramvaje na čtyřech linkách (dnešní názvy):
- Moravské náměstí – Královo Pole
- Moravské náměstí – Šilingrovo náměstí
- Moravské náměstí – Hlavní nádraží – Pisárky
- Hlavní nádraží – Cejl – Zábrdovice

### Úpadek společnosti a zastavení dopravy

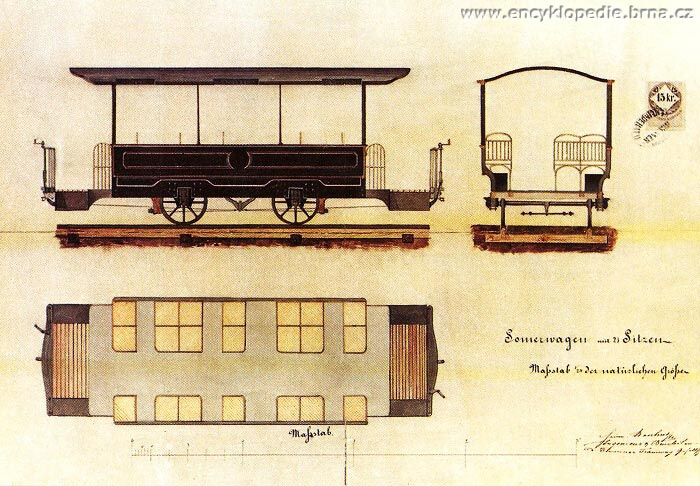
Výkres letního vozu první brněnské koňky

V počátcích provozu byl zejména v letní sezóně a o nedělích provoz velmi silný, obyvatelé města totiž často cestovali novým dopravním prostředkem za rekreací. Problémy nastaly ale již v roce 1870, letní výlety (především do Pisárek ke Svratce) Brňanů ubývaly a pro běžné dělníky bylo každodenní dojíždění tramvají za prací velmi drahé (nehledě na fakt, že většina dělnických čtvrtí se nacházela v sousedství továren). Úbytek cestujících byl také částečně zapříčiněn tím, že trať původní historické centrum města pouze obepínala, koleje do úplného středu Brna v této době zavedeny nebyly (kvůli úzkým a křivolakým ulicím, asanace jádra proběhla až na přelomu 19. a 20. století).
Zřejmě 1. května 1872 byl zastaven provoz na trati od Kiosku k Městskému dvoru, která byla cestujícími využívána minimálně. Během května toho roku zde byly vytrhány koleje a zrušena vozovna v Raduitově ulici. Pravděpodobně v červnu téhož roku proběhla i likvidace nákladní trati spojující obě brněnská nádraží, 26. června 1872 již byla trať zrušena. Dne 1. října 1872 byl po dobu zimní sezóny zastaven provoz na úseku Staré Brno – Pisárky, zcela zrušena byla trať od celnice do Zábrdovic. Dopravce tehdy požádal město o změnu smlouvy, společnost byla ochotná dále provozovat pouze trať Královo Pole – Pisárky v letní sezóně s tím, že v zimním období by na tuto relaci vypravila třikrát za den omnibus. Městská rada s tímto návrhem ale nesouhlasila a požadovala, aby i během zimy jezdilo na trati alespoň pět tramvajových vozů, tramvajová společnost ale tento požadavek nesplnila.
Dne 1. června 1873 došlo k poslední stavební úpravě tratí první brněnské koněspřežné tramvaje. Trať v úseku Kiosk – Celnice byla přeložena z Koliště do dnešní trasy po Rooseveltově ulici (tehdy Švédské), aby se lépe přimkla k centru města (navíc na Kolišti byly pro koňskou tramvaj nepříznivé sklonové poměry). V letech 1873 a 1874 byla tedy v provozu trať Královo Pole – Pisárky pouze v letní sezóně. Zmenšující se poptávka, nedostatek financí na rychle chátrající traťový svršek a nákladné vydržování koní i během zimy vedly ke krachu společnosti v roce 1874. Provoz brněnské koňky v letní sezóně 1875 tak již nebyl obnoven.

### Vozový park
Společnost Brünner Tramway Gesellschaft für Personen- und Frachten Verkehr disponovala celkem 53 osobními a 10 nákladními vozy, které byly dodány během let 1869 a 1870. Osobní vozy byly dvou typů: zimní vozy byly klasické uzavřené, letní (otevřené) neměly okna a byly kryté pouze střechou. Výrobcem některých zimních vozů byla podle zachované dokumentace firma Hernalser Waggon-Fabriks Actien-Gesellschaft Wien, některé letní vozy pravděpodobně vyrobila společnost Wagon und Strassenbahnen – Bauunternehmung Dreyhansen, Seidler, Schwarz und Co. Nákladní vozy byly označeny evidenčními čísly 17–20 (otevřené s bočnicemi), 21–24 (otevřené plošinové) a 25 a 26 (zavřené).
Po ukončení provozu zůstaly vozy pravděpodobně v Brně, provozovatel druhé brněnské koňky je ale v roce 1876 odmítl pro zchátralý stav.

## Koněspřežná dráha v letech 1876–1880

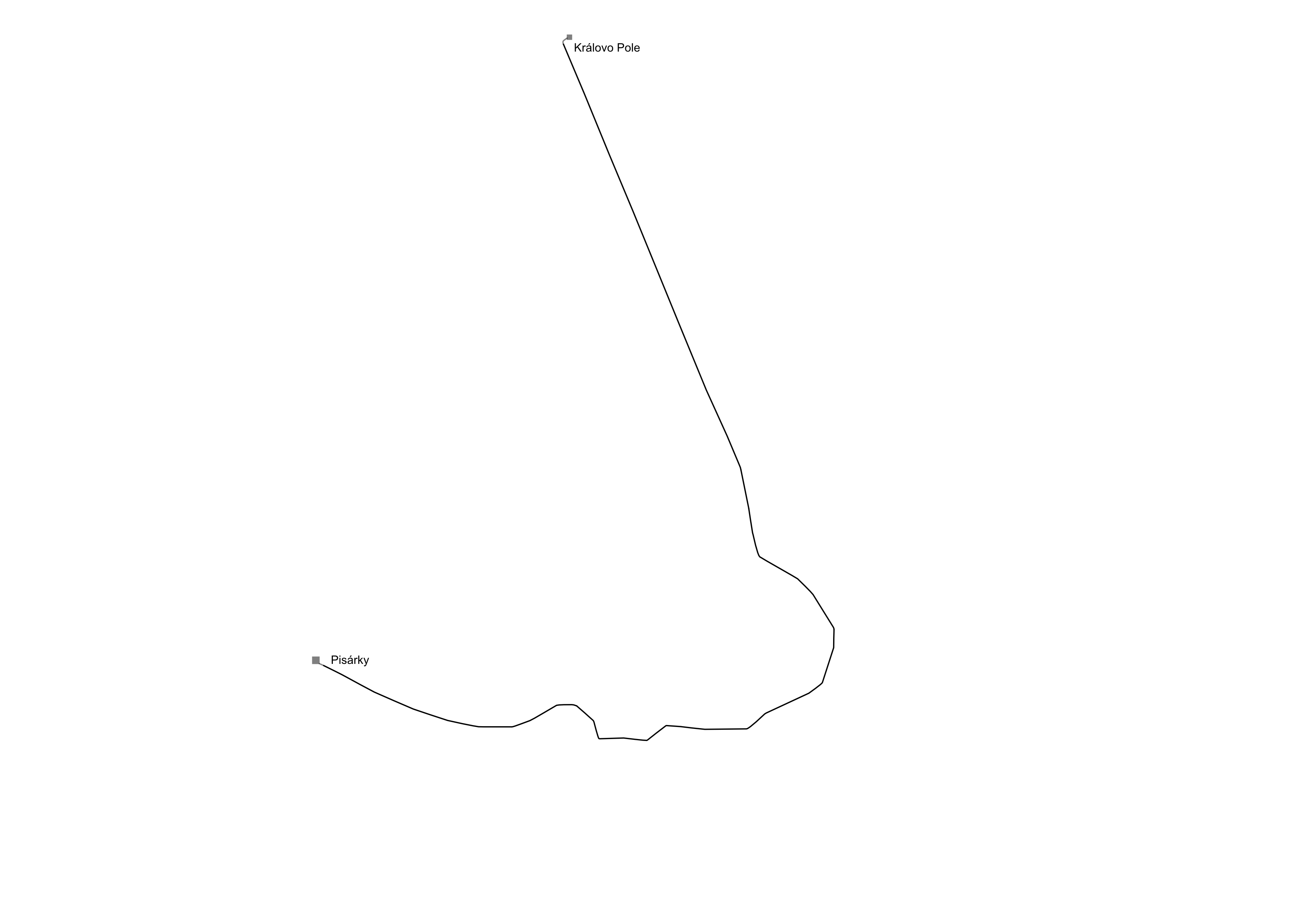
Síť brněnské koněspřežné tramvaje v roce 1877

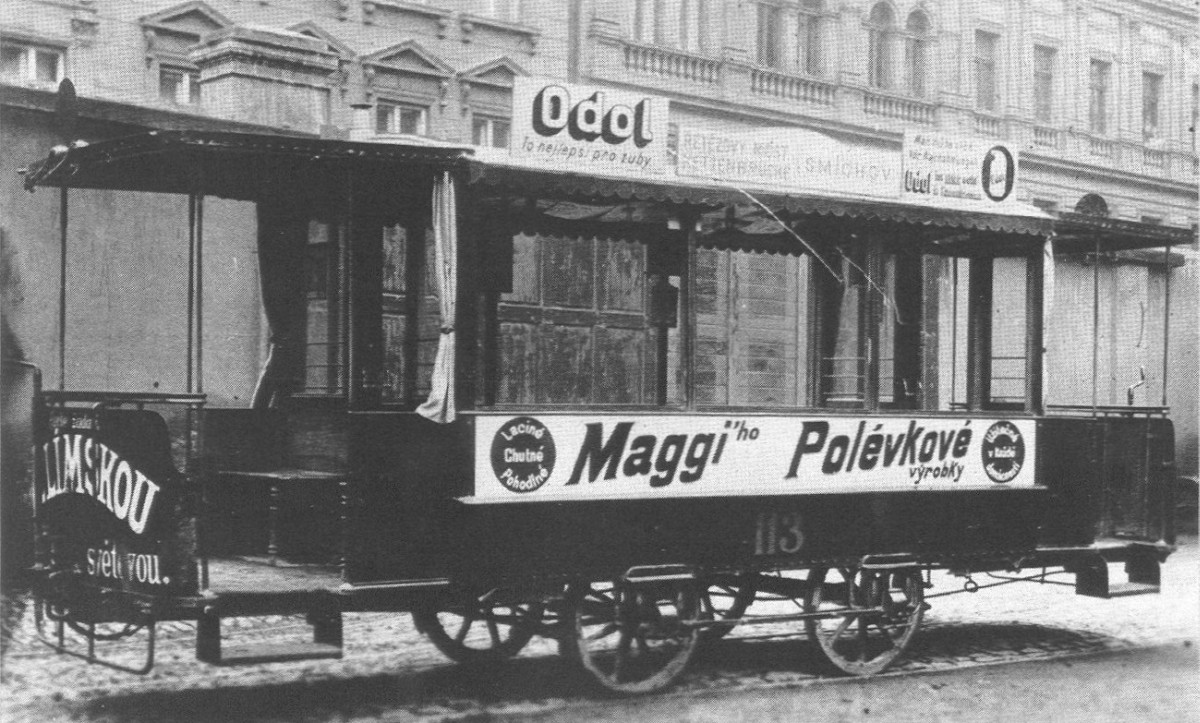
Jeden z vozů koněspřežné tramvaje odprodaný v roce 1891 do Prahy

### Provoz
Vrcholní představitelé města chtěli i přes první neúspěch, aby v Brně jezdila tramvaj. V roce 1876 se proto dohodli s Bernhardem Kollmannem, ředitelem společnosti provozující koňku v Praze, který projevil o podnikání v Brně zájem. Dohoda mezi Brnem a Kollmannem zajistila podnikateli šestiletou lhůtu na provozování tratě z Králova Pole do Pisárek, během těchto šesti let měl Kollmann postavit trať skrz historické centrum města z dnešního Malinovského náměstí ulicí Kobližnou na náměstí Svobody (tehdy Velké náměstí) a dále ulicí Českou (tehdy Rudolfovou) na Moravské náměstí (ke Kiosku). Později měla být postavena i trať ze Starého Brna k Ústřednímu hřbitovu, výhledově (podle stále platné koncese z roku 1869) i tratě po Křenové ulici a Cejlu. Podnikatel měl také dostávat od města subvenci 3 000 zlatých ročně, měl povinnost se starat o traťový svršek a smlouva mezi Kollmannem a městem mohla být dále prodloužena až do roku 1899. Pro provoz koňky byla založena společnost Brünner Tramway-Unternehmung (česky oficiálně Brněnská správa tramwayská), protože však již brzo po zahájení provozu bylo jasné, že i tento podnik bude mít problémy, zajistil si Kollmann svého zástupce Moritze Kohna, který zároveň financoval koně a zásoby a který také byl pověřen pro jednání mezi podnikem a městem Brnem.
První vozy byly do Brna dodány začátkem června 1876, dne 4. června byly vozy předvedeny úřadům a ještě téhož dne byl zahájen provoz na jednokolejné normálněrozchodné (1435 mm) trati s výhybnami Hlavní nádraží – Pisárky, kde v návaznosti na první brněnskou koňku zůstala vozovna. Dne 11. července 1876 byl zprovozněn zbývající úsek Královo Pole – Hlavní nádraží. V provozu na této jediné trati byly dvě linky, cestující museli u nádraží přestupovat. Podle smlouvy měly tramvaje jezdit v intervalu 30 minut, Kollmann ale v létě zavedl interval 10 minut. Koňka v Brně byla jezdila pouze v letní sezóně, do provozu bylo každý den vypravováno 10 vozů (z celkových 13).
I přes znění smlouvy ale traťový svršek nebyl příliš udržován, také koně nebyli v příliš dobrém zdravotním stavu. To se kromě běžného provozu projevilo i při zkoušce parní tramvajové lokomotivy, tehdy horké novinky, v roce 1879. Lokomotivka Krauss (továrny v Mnichově a Linci) zapůjčila brněnskému tramvajovému podniku jednu lokomotivu pro zkoušky. První jízda je konala 12. července 1879, lokomotiva ale po krátkém úseku vykolejila. Další zkušební jízda proběhla 16. července, podle dobového tisku proběhla skvěle. Problémy ale tentokrát nastaly s moravským místodržitelstvím, neboť zkoušky se konaly bez jeho vědomí a místodržitelství pohrozilo podniku pokutou. Oficiální zkušební jízda pod dohledem odborníků, výrobce i místodržitelství se konala 12. srpna 1879, výsledkem ale bylo konstatování, že stávající traťový svršek není vhodný pro tato vozidla a před jejich případným zavedením by jej bylo nutné zcela vyměnit.
V říjnu 1879 navrhl tramvajový podnik městu, že zdvoukolejní celou trať Královo Pole – Pisárky a zavede parní tramvaj v úseku ze Starého Brna do Pisárek, podmínkou ale bylo povolení pro vybudování jednokolejné trati pro koňku přes centrum města (podle uzavřené smlouvy). Městská rada se ale s provozovatelem nedohodla a vzhledem ke klesající poptávce po přepravě a tím souvisejícímu poklesu příjmů byl provoz koněspřežné tramvaje na trati z Králova Pole do Pisárek zastaven 3. října 1880. Smlouva s Bernhardem Kollmannem již následující rok nebyla obnovena, čímž Brno již podruhé zůstalo bez tramvají. Teprve v roce 1884 byl zahájen provoz parní tramvaje, která spolehlivě fungovala až do roku 1900, kdy ji vystřídala tramvaj elektrická.

### Vozový park

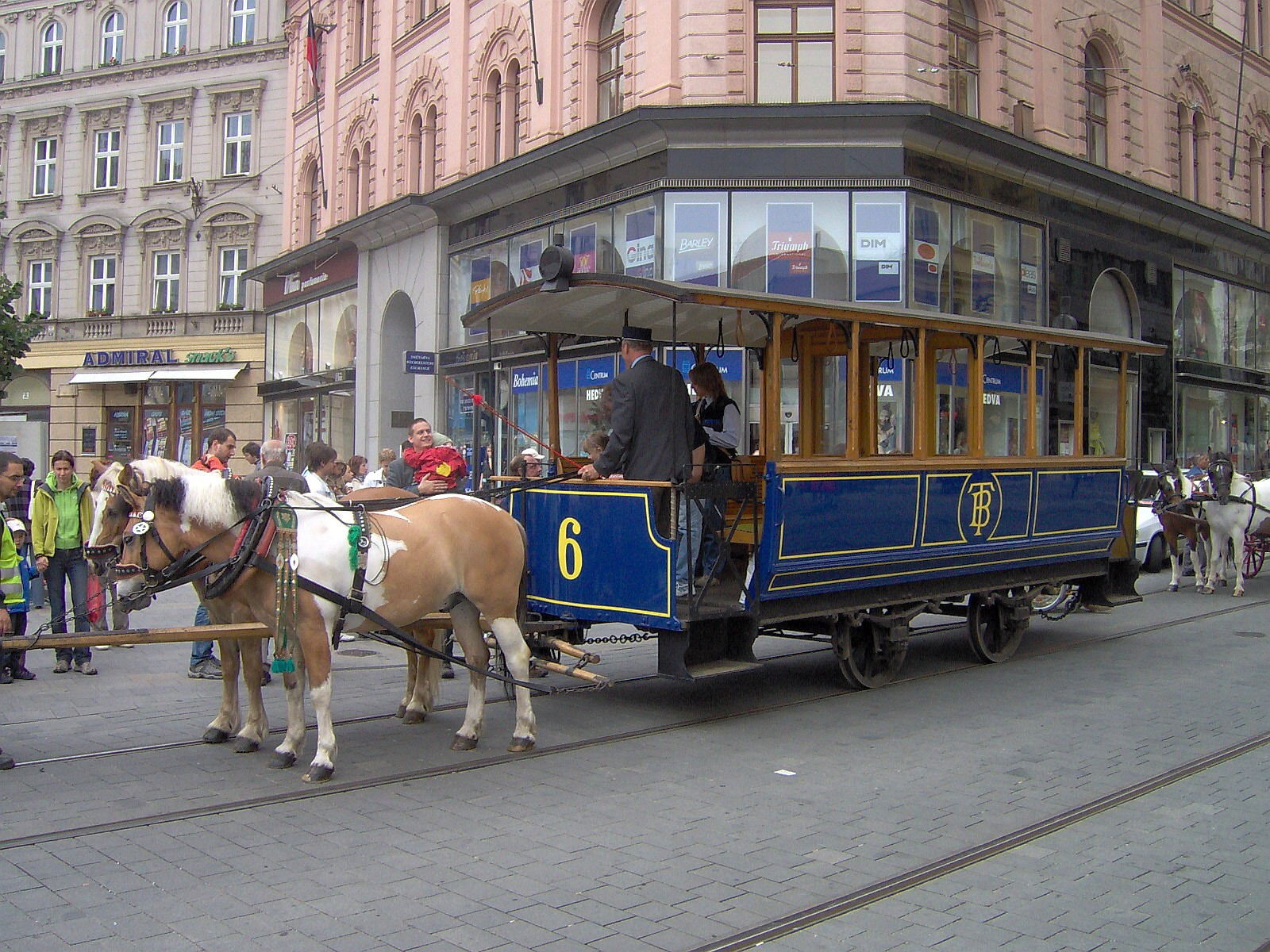
Vůz ev. č. 6 z roku 1876 při přehlídce na náměstí Svobody

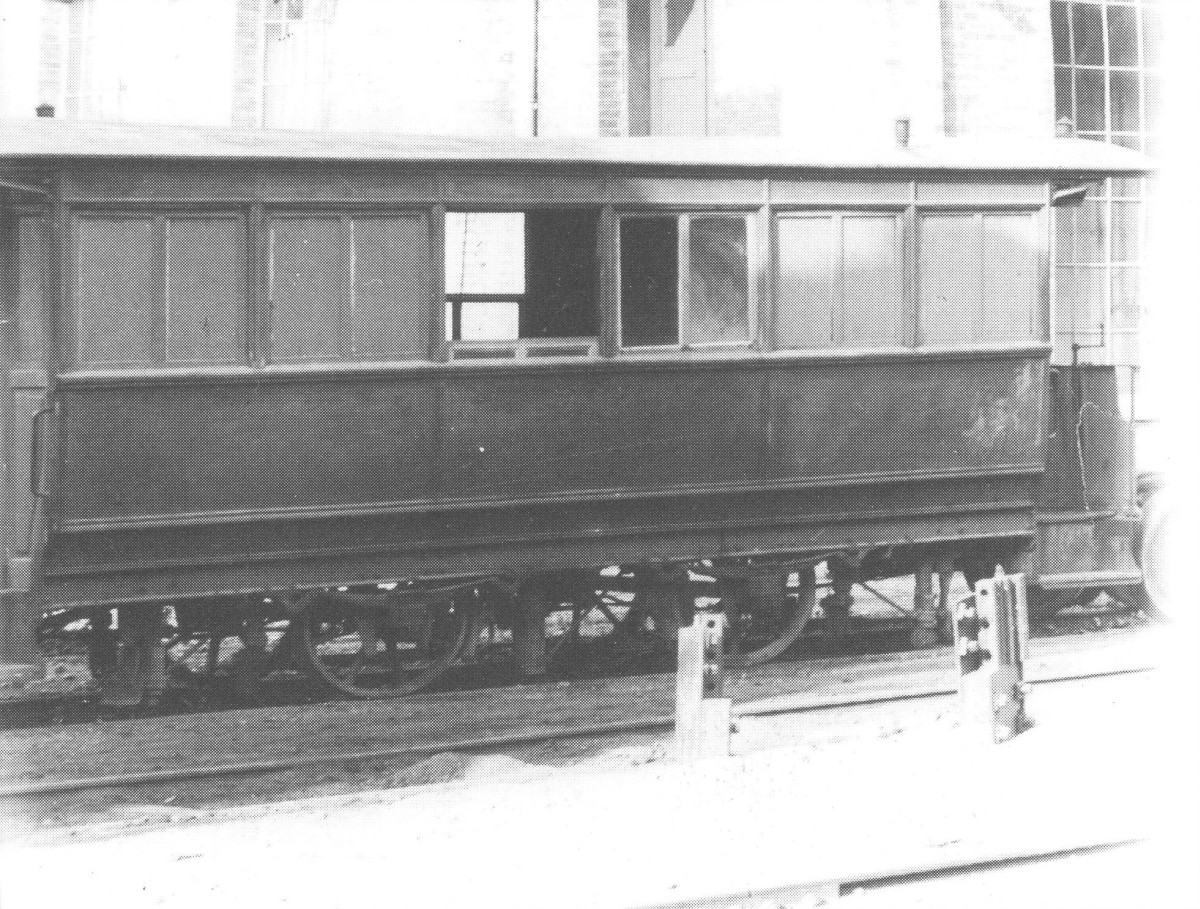
Uzavřený vůz druhé koněspřežné tramvaje

Vozový park společnosti Brünner Tramway-Unternehmung trvale tvořilo 13 dvojspřežních vozů, část z nich byla uzavřeného (zimního) typu, část otevřeného (letního) typu bez oken. Celkem devět vozů bylo převzato v roce 1884 parní dráhou, která je využila jako vlečné vozy parní tramvaje s čísly 1–8 a 15. Vozy č. 1 a 3–8, vyrobené v roce 1876 firmou Hernalser Waggon-Fabriks Actien-Gesellschaft Wien, jezdily i po roce 1900 v éře elektrické tramvaje (č. 92–98, od roku 1920 č. 192–198), definitivně vyřazeny byly v roce 1929. Uzavřený vůz č. 2 byl na začátku 20. století přestavěn na montážní vůz trolejového vedení.
Čtyři otevřené vozy druhé brněnské koňky jezdily od roku 1891 v Praze s evidenčními čísly 7II, 23II, 113 a 114. Jako vlečné byly využity i v provozu elektrické tramvaje, kde nesly od roku 1901 čísla 233, 236, 234 a 235 (od roku 1905 č. 533, 536, 534 a 535). Vyřazeny byly v letech 1927 a 1928.
Při kompletaci sbírky brněnských tramvají byl na začátku 70. let 20. století objeven jeden z otevřených vozů druhé brněnské koňky, který po vyřazení sloužil jako zahradní chatka v Jundrově. Vůz ev. č. 6 byl zařazen do sbírky Technického muzea v Brně a poté do roku 1975 renovován v Ústředních dílnách Dopravního podniku města Brna s využitím částí pojezdu vozu č. 2, využívaného od počátku 20. století jako montážní vůz trolejového vedení. V současnosti je vůz druhé brněnské koňky č. 6 s rokem výroby 1876 nejstarším zachovaným vozidlem MHD v Česku. Je využíván při mimořádných jízdách (např. každoroční Dopravní nostalgie) jako koňka, tak i v soupravě parní tramvaje.

## Plány na koněspřežnou dráhu po roce 1880
Po roce 1880 hledala městská rada zájemce o provozování tramvajové dopravy. Návrh jedné bruselské společnosti z roku 1881 uváděl přeložení tratě do trasy přes historické centrum Brna, přes dnešní náměstí Svobody, kde by byl nadále zajišťován provoz animální trakcí, zatímco v koncových úsecích Staré Brno – Pisárky a Lužánky – Královo Pole již měly jezdit soupravy parní tramvaje. Rada jednala i s Wilhelmem von Lindheimem, propagátorem a stavitelem městských parních pouličních drah, který doporučil městu parní trakci. Brno však v září 1882 získalo pouze obnovenou koncesi ke stavbě a provozu koněspřežné tramvaje. Podle smlouvy mezi městem a von Lindheimem z února 1884 měl podnikatel postavit trať Královo Pole – Pisárky a trať vnitřním městem Kiosk (Moravské náměstí) – Rudolfská (Česká), na kterých byl povolen koněspřežný, parní i elektrický provoz. Provoz však byl zahájen 31. května 1884 pouze na hlavní trati a výhradně parní trakcí. Město se ještě na podzim 1884 pokusilo zatlačit na von Lindheima tím, že chtělo schválení tratě k Ústřednímu hřbitovu (pro parní provoz) podmínit urychlenou stavbou tratě vnitřním městem (pro koňku), přičemž do roku 1889 měl postavit i úsek do Zábrdovic. Podnikatel uvedl, že sice zahájí stavbu tratě v historickém centru Brna, ale zároveň že zastaví od 1. listopadu přes zimu veškerý provoz, kvůli čemuž zastupitelstvo od své podmínky ustoupilo. K realizaci plánované koněspřežné tratě vnitřním městem tak již nedošlo.
Von Lindheimova společnost Brünner Dampf-Tramway pro tuto trať ale zakoupila celkem sedm nových vozů. Vozy s čísly 9–14 zůstaly mimo provoz, pouze poslední, tzv. salonní vůz, jehož číslo není spolehlivě doloženo, byl upraven pro provoz parní trakce. Vozy koňky č. 9, 10, 13 a 14 a salonní vůz byly v roce 1886 odprodány do Salcburku, kde o rok později zahájily provoz koněspřežné tramvaje. Vozy. č. 11 a 12, které navíc nebyly v Brně ani schváleny do provozu, byly v roce 1892 rovněž prodány do Salcburku.